# Saint-Didier-de-Formans
Saint-Didier-de-Formans é uma comuna francesa na região administrativa de Auvérnia-Ródano-Alpes, no departamento de Ain. O historiador francês Marc Bloch, conhecido como um dos fundadores da Revue des Annales foi fuzilado pela Gestapo na cidade em 16 de junho de 1944, enquanto participava ativamente da Resistência Francesa.

## Demografia
Em 2006 Saint-Didier-de-Formans apresentava uma população de 1 751 habitantes, distribuídos por 645 lares.
| 1793 | 1800 | 1806 | 1821 | 1831 | 1836 | 1841 | 1846 | 1851 |
| ---- | ---- | ---- | ---- | ---- | ---- | ---- | ---- | ---- |
| 410  | 350  | 394  | 507  | 560  | 642  | 658  | 650  | 686  |

| 1856 | 1861 | 1866 | 1872 | 1876 | 1881 | 1886 | 1891 | 1896 |
| ---- | ---- | ---- | ---- | ---- | ---- | ---- | ---- | ---- |
| 700  | 616  | 661  | 632  | 632  | 585  | 546  | 533  | 507  |

| 1901 | 1906 | 1911 | 1921 | 1926 | 1931 | 1936 | 1946 | 1954 |
| ---- | ---- | ---- | ---- | ---- | ---- | ---- | ---- | ---- |
| 515  | 570  | 520  | 519  | 577  | 576  | 548  | 476  | 599  |

| 1962 | 1968 | 1975 | 1982 | 1990  | 1999  | 2006  | - | - |
| --- | ---- | ---- | ---- | ----- | ----- | ----- | - | - |
| 627 | 648  | 665  | 992  | 1 288 | 1 544 | 1 781 | - | - |
| Para os censos de 1962 a 2006 a população legal corresponde à popolução sem duplicidades, segundo define o INSEE. |      |      |      |       |       |       |   |   |